# 長与川

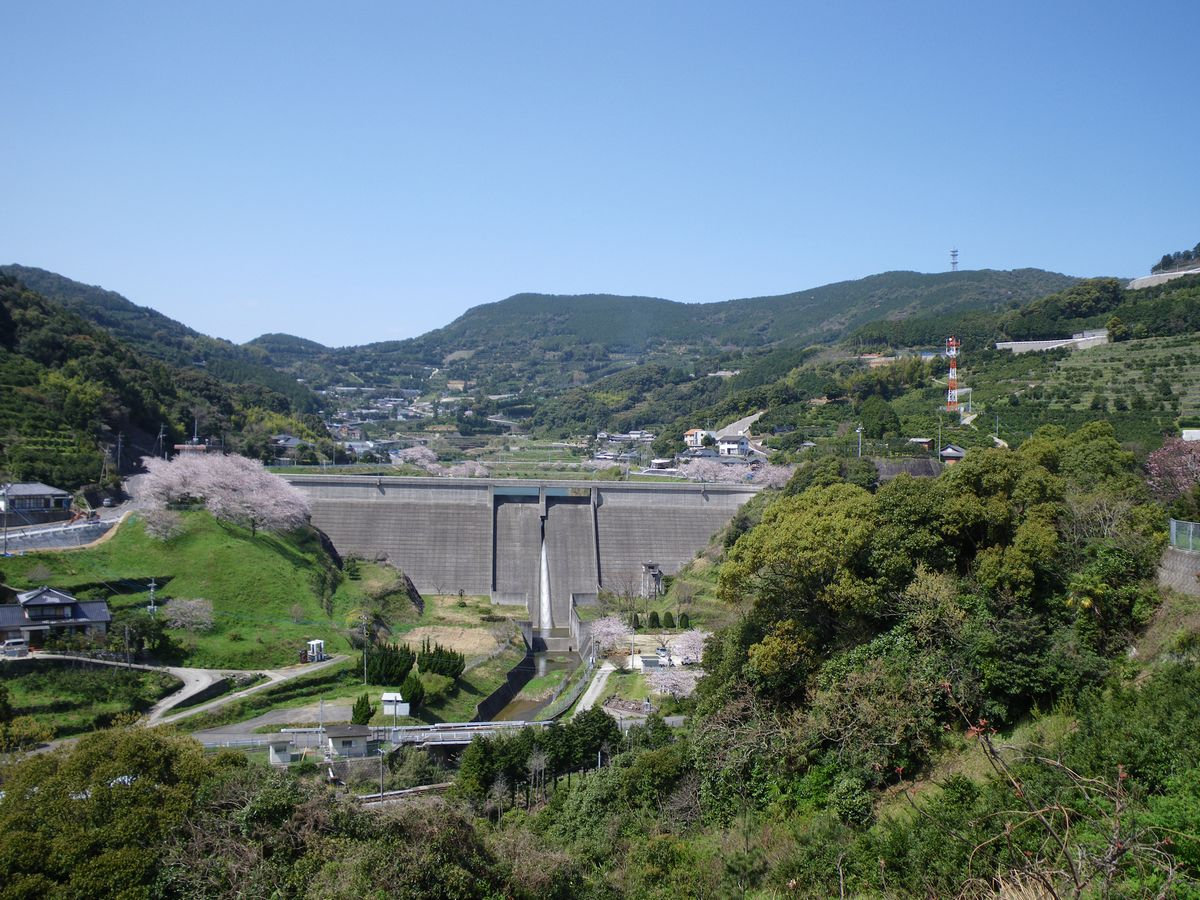
長与ダム（中央）と琴ノ尾岳（右上）。周辺はミカン畑と水田が広がる

長与川（ながよがわ）は、大村湾南岸の琴ノ尾岳西麓を流れ、長与浦に注ぐ二級河川である。流域は長崎県西彼杵郡長与町に属し、川に沿って住宅地や田畑が広がる。

## 地理
大村湾南岸の琴ノ尾岳（標高451m）南側斜面を水源とする。源流部は丘陵地で、森林の間にミカン畑が広がる。源流は南へ流れ出すが、昭和60年（1985年）にはここに長与ダムが完成した。
長与ダムを出た水は本川内地区の谷間に入り、川は水田の中を南へ流れる。三根郷で東から流れてくる平木場川と合流した後は、田園地帯の中を大きく蛇行しながら西へ流れを変える。
吉無田郷・長与駅付近の谷を抜けると、川は北西へ向きを変え、両岸も田畑から住宅地に変わる。長与中心部の住宅地の中で右岸から南田川内川・左岸から高田川、右岸から丸田川の順に支流が合流する。また、この付近では複数の堰が作られており、川は緩やかに北西へ流れる。
河口近くの斉藤郷では、河川内は小型漁船の船溜まりとして利用される。右岸は住宅地だが、左岸は再び田畑が広がる。河口の両岸は長与港として利用され、埋立・浚渫が進んでいる。

## 支流
平木場川
長崎市との境をなす長与町南東部の丘陵地から隠川内（かくしごうち）・平木場地区を流れ、三根郷で長与川に合流する。流域は水田やミカン畑が多い。灌漑用ため池の藤ノ棟堤がある。
高田川
百合野・高田郷を流れ、榎の鼻で長与川に合流する。流域は森林に囲まれた狭い谷で、田畑と住宅地が混在する。流路はほとんど三面護岸で固められている。
南田川内川・丸田川
ともに長与町中心部の丸田岳（標高333m）南西側斜面を水源とし、丘陵地を西へ流れ下って長与川下流域で合流する。流域は田畑と住宅地が混在する。

## 関連施設
鉄道・道路
高田川および上流部は長崎本線と長崎県道33号、平木場川から中・下流部は長崎県道45号、下流域は国道207号がそれぞれ並走する。
長与ダム
長与川上流部に、昭和60年に完成した多目的ダム。堤高36m・堤頂長171m・集水面積1.8km2・総貯水量60万m3の重力式コンクリートダムである。周辺は森林やミカン畑に囲まれるが、ダムの下からは水田になる。ダム管理事務所の横には地権者による記念碑が建つ。また、ダム両端に表示された「長崎県」「長与ダム」の文字は、長与小学校の児童が揮毫したものである。
長与港
長与川河口の港。漁船などの停泊地として利用される他、長崎空港行きの航路がある（平成25年2月1日より休止中）。さらに港周辺は長与北小学校・グラウンド・体育館・工場・満永バス発着所などもある。
江戸時代後期の漢学者・頼山陽は、長崎へ向かう途中に大村湾を船で渡り長与港に上陸した。長与港を詠んだ漢詩『自大村舟抵長與距長碕十里』の看板が長与北小学校近くの川辺にある。

## 自然
長与川とその支流は、昭和57年（1982年）の長崎大水害で氾濫したこともあり、流域のほとんどで両岸が護岸で整備されている。特に下流部は川幅拡張・河床掘削も大規模に行われている。
平木場川上流の藤ノ棟堤周辺は自然がよく残り、堤はニホンヒキガエルの産卵場にもなっている。ただし堤の中はオオクチバスとブルーギルが持ち込まれ繁殖している（堤での釣りは禁止されている）。
両岸に水田が広がる中流部では、護岸内の川原にジュズダマ・アキカサスゲ・ネコヤナギなどの植物が自生し、水中にはカワムツ・オイカワ・ギンブナ・ドンコ・カワニナ・サワガニ・スジエビなどが見られる。ただし外来種としてオランダガラシ（クレソン）やスクミリンゴガイ（ジャンボタニシ）なども見られる。
下流部では、河床掘削により住宅地と川は高い護岸で隔てられる。それでも長与町役場前では川辺まで降りることができ、飛び石も作られている。ここでは放流された錦鯉やミシシッピアカミミガメがいるが、オイカワ・ドンコ・トウヨシノボリなどの在来魚もおり、サギやハクセキレイなどの鳥類も見られる。
ただし下流域は複数の堰があり、海水の流入は斉藤郷・新浦橋付近の堰までに限られる。このため海から遡上する通し回遊性の水生動物は少ない。